# Małgorzata Pawłowska
Małgorzata Elżbieta Pawłowska – profesor nauk społecznych w dyscyplinie ekonomia i finanse. Kierownik Zakładu Bankowości Tradycyjnej w Instytucie Ryzyka i Rynków Finansowych w Kolegium Zarządzania i Finansów   Szkoły Głównej Handlowej w Warszawie.

## Życiorys
Absolwentka Wydziału Matematyki, Informatyki i Mechaniki Uniwersytetu Warszawskiego. Ukończyła również studia podyplomowe z zakresu bankowości i finansów oraz studia doktoranckie w Kolegium Zarządzania i Finansów w Szkole Głównej Handlowej w Warszawie, gdzie uzyskała stopień doktora nauk ekonomicznych na podstawie rozprawy doktorskiej: Wykorzystanie metody DEA do analizy efektywności i oceny banków komercyjnych Polsce w latach 1997–2001. 
Nominację na profesora nauk społecznych w dyscyplinie ekonomia i finanse otrzymała w dniu 24 lipca 2023 r.
Od października 2013 zatrudniona w Szkole Głównej Handlowej w Warszawie. Kieruje Zakładem Bankowości Tradycyjnej.
W pracy naukowej zajmuje się głównie problematyką sektora bankowego oraz rynku kredytowego. Jest autorką i współautorką kilkudziesięciu artykułów i referatów naukowych z zakresu ekonomii i finansów, dotyczących rozwoju sektora finansowego, w szczególności relacji między sektorem bankowym a sferą realną oraz konkurencji w sektorze bankowym.
Od 1991 doradca ekonomiczny w Narodowym Banku Polskim.

## Nagrody i odznaczenia
2016 – wyróżnienie za pracę „Konkurencja w sektorze bankowym. Teoria i wyniki empiryczne” w konkursie Prezesa Narodowego Banku Polskiego na najlepszą pracę habilitacyjną.
2022 -  Nagroda za działalność naukową Prezesa Polskiej Akademii Nauk,  XIV edycja Konkursu Komitetu Nauk o Finansach PAN.